# سارة النمس
سارة النمس، (من مواليد 25 تشرين الثاني 1989 تيارت)، كاتبة وروائية جزائرية، تعتبر من أصغر الكتاب والروائيين الجزائريين المعاصرين.

## حياتها
تخرّجت من جامعة فرحات عباس بمدينة سطيف بتخصص في اللغة الإنجليزية؛ عمِلت في مجال التعليم، التحرير والترجمة وحاليًا تعمل كمسيّرة لدار نشر أجنحة الجزائرية، ولها العديد من المؤلفات والروايات.

## المؤلفات
- الحب بنكهة جزائرية (رواية) 2012 عن منشورات غبريني، (ردمك 9789931904342).[6][7]
- الدخلاء (مجموعة قصصية) 2014 عن دار فضاءات، (ردمك 9789957304775).[8]
- ماء وملح عن دار الآداب 2016، (ردمك 9789953895345).[9]
- جيم (رواية) عن دار الآداب 2019، (ردمك 9789953896724).[10]
- إبليس يطلب المغفرة (مجموعة قصصية) 2021 عن دار فضاءات ودار أجنحة.[11]

## روابط خارجية
تقرير عن سارة النمس وروايتها «جيم» على اندبندنت عربية بتاريخ 20 يناير 2020